# Turbinococcus pandanicola
Turbinococcus pandanicola är en insektsart som först beskrevs av Takahashi 1941.  
Turbinococcus pandanicola ingår i släktet Turbinococcus och familjen ullsköldlöss. Artens utbredningsområde är Palau. Inga underarter finns listade i Catalogue of Life.